# 의령 나들목
의령 나들목(Uiryeong IC)은 경상남도 의령군 부림면 익구리에 설치될 예정인 함양울산고속도로의 교차로이다. 2026년 12월에 개통될 예정이다. 명칭과는 달리 의령읍과는 매우 멀리 떨어져 있으며 의령군 북부에 있다. 의령읍은 함안군의 군북 나들목과 가깝다.

## 역사
- 2017년 6월 19일 : 2026년까지 나들목 신설을 위해 의령군 도시계획시설 교통광장에 부림면 익구리 일원을 의령 나들목으로 고시[1]

## 구조물 정보
- 위치 : 경상남도 의령군 부림면 익구리

## 접속하는 노선
- 의합대로 (국도 제20호선, 국가지원지방도 제67호선)